# Clasamentul pe medalii la Jocurile Olimpice de iarnă din 2010

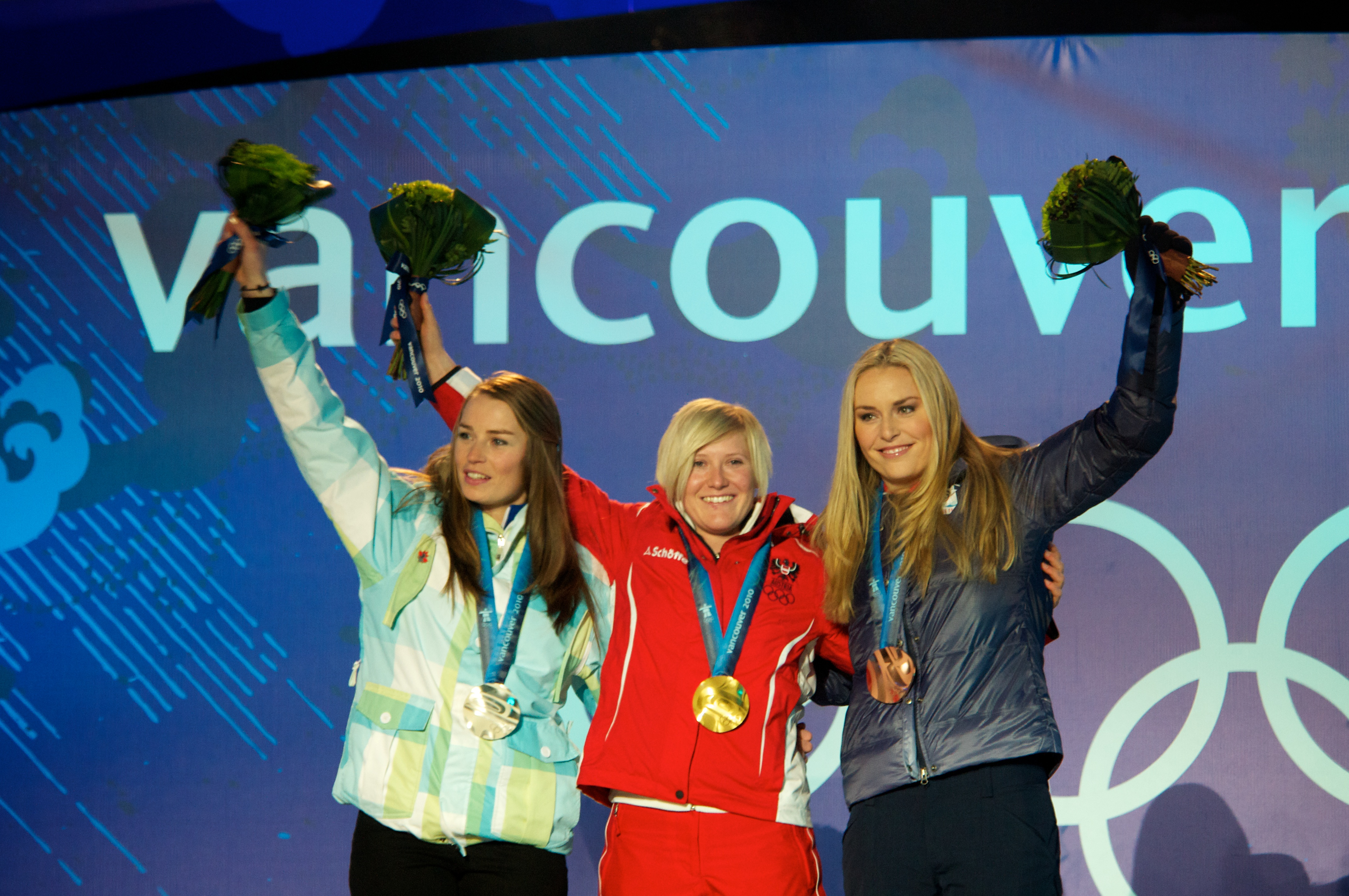
Tina Maze, Andrea Fischbacher și Lindsey Vonn cu medaliile pe care le-au obținut în proba feminină de Super-G de la schi alpin.

Jocurile Olimpice de iarnă din 2010, cunoscute în mod oficial sub denumirea de „a XXI-a ediție a Jocurilor Olimpice de iarnă” au fost un eveniment multi-sportiv organizat în Vancouver, Columbia Britanică, Canada, în perioada 12 - 28 februarie. Un total de 2.632 de sportivi reprezentând 82 de țări, au participat în 86 de probe sportive în cadrul a 15 sporturi.
Sportivii din 26 de țări au câștigat cel puțin o medalie, iar sportivii din 19 din aceste țări au cel puțin o medalie de aur. Pentru prima dată, Canada a câștigat o medalie de aur la o ediție a JO pe care a organizat-o, după eșecurile de la Montreal 1976 și Calgary 1988. Cu toate aceste circumstanțe, echipa canadiană a reușit să se poziționeze pe prima poziție în ceea ce constă medaliile de aur, și a reușit să doboare recordul de medalii de aur obținute de țara care se află pe prima poziție la JO de iarnă (cel precedent a fost de 13, deținut de Uniunea Sovietică din 1976 și egalat de Norvegia în 2002). Statele Unite ale Americii s-au clasat pe primul loc în ceea ce constă numărul total de medalii, fiind a doua oară la o ediție de JO de iarnă, și au stabilit un alt record în ceea ce privește numărul total (cel precedent a fost de 36, deținut de Germania din 2002). De precizat ar fi că aceste recorduri au fost obținute datorită numărului mare de probe sportive. Sportivii din țările Belarus și Slovacia au obținut pentru prima oară o medalie de aur la JO de iarnă.
Schiorul de cross-country Marit Bjoergen din Norvegia a obținut cinci medalii (trei de aur, una de argint și una de bronz), făcând un alt record al numărului de medalii obținute individual.

## Tabelul medaliilor
Tabelul medaliilor este bazat pe informațiile provenite de la Comitetul Olimpic Internațional (IOC) și respectă prevederile convenției IOC. Așadar, primele țări sunt luate în ordinea numărului de medalii de aur. Apoi, sunt luate în considerare medaliile de argint, iar mai apoi cele de bronz. Dacă scorul este egal, țările sunt ordonate alfabetic.

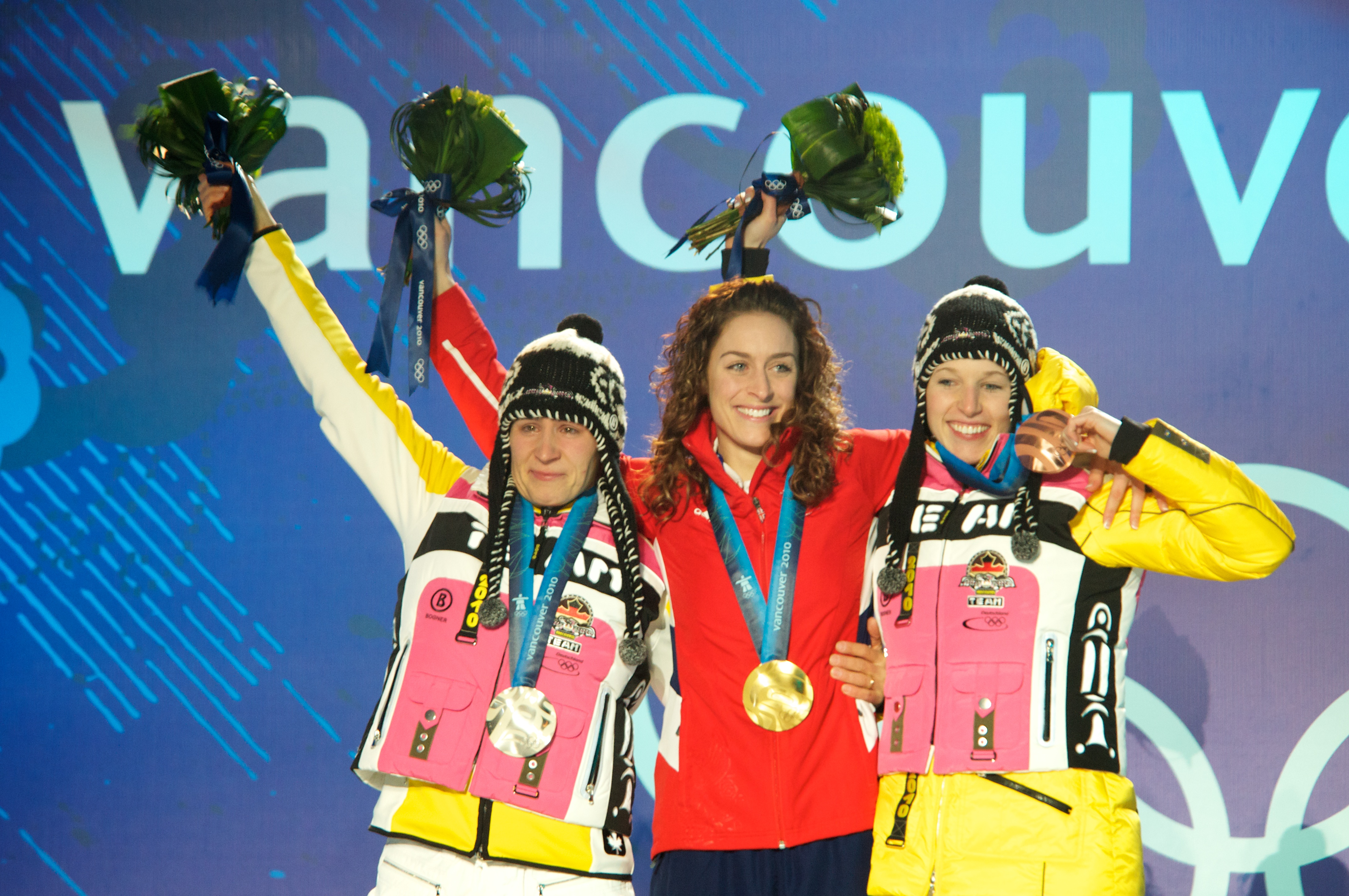
Kerstin Szymkowiak, Amy Williams și Anja Huber cu medaliile pe care le-au obținut în proba feminină de skeleton.

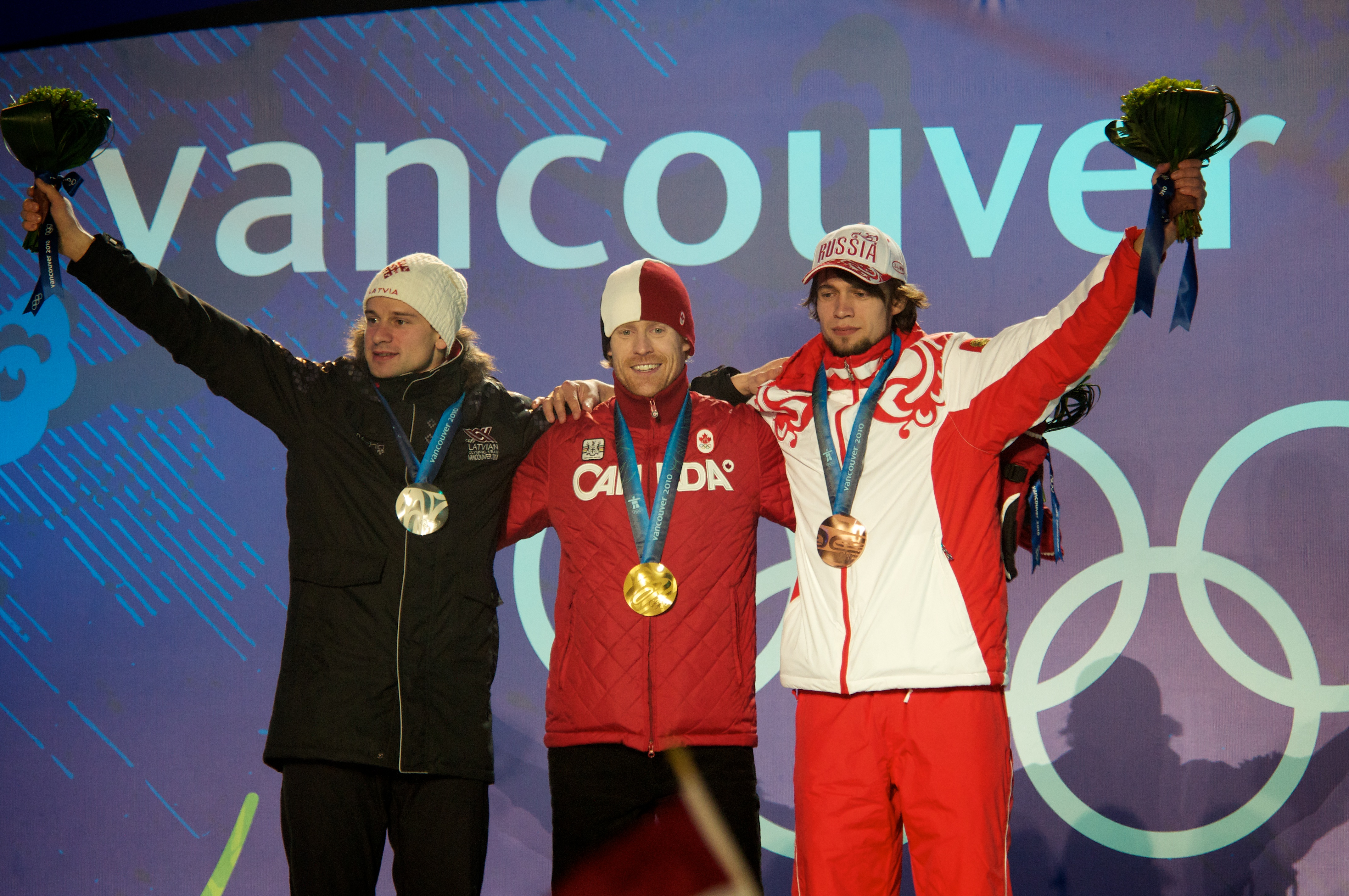
Martins Dukurs, Jon Montgomery și Aleksandr Tretiakov cu medaliile pe care le-au obținut în proba masculină de skeleton.

La Biatlon, sunt acordate două medalii de argint. Nici o medalie de bronz nefiind acordată la această competiție.
Pentru a sorta clasamentul după națiune, numărul total de medalii, sau oricare altă coloană, apăsați pictograma  de lângă titlul fiecarei coloane.
Legendă
  *   Țara gazdă
| Loc       | Țară                       | Aur | Argint | Bronz | Total |
| --------- | -------------------------- | --- | ------ | ----- | ----- |
| 1         | Canada                     | 14  | 7      | 5     | 26    |
| 2         | Germania                   | 10  | 13     | 7     | 30    |
| 3         | Statele Unite ale Americii | 9   | 15     | 13    | 37    |
| 4         | Norvegia                   | 9   | 8      | 6     | 23    |
| 5         | Coreea de Sud              | 6   | 6      | 2     | 14    |
| 6         | Elveția                    | 6   | 0      | 3     | 9     |
| 7         | China                      | 5   | 2      | 4     | 11    |
| 7         | Suedia                     | 5   | 2      | 4     | 11    |
| 9         | Austria                    | 4   | 6      | 6     | 16    |
| 10        | Țările de Jos              | 4   | 1      | 3     | 8     |
| 11        | Rusia                      | 3   | 5      | 7     | 15    |
| 12        | Franța                     | 2   | 3      | 6     | 11    |
| 13        | Australia                  | 2   | 1      | 0     | 3     |
| 14        | Cehia                      | 2   | 0      | 4     | 6     |
| 15        | Polonia                    | 1   | 3      | 2     | 6     |
| 16        | Italia                     | 1   | 1      | 3     | 5     |
| 17        | Belarus                    | 1   | 1      | 1     | 3     |
| 17        | Slovacia                   | 1   | 1      | 1     | 3     |
| 19        | Regatul Unit               | 1   | 0      | 0     | 1     |
| 20        | Japonia                    | 0   | 3      | 2     | 5     |
| 21        | Croația                    | 0   | 2      | 1     | 3     |
| 21        | Slovenia                   | 0   | 2      | 1     | 3     |
| 23        | Letonia                    | 0   | 2      | 0     | 2     |
| 24        | Finlanda                   | 0   | 1      | 4     | 5     |
| 25        | Estonia                    | 0   | 1      | 0     | 1     |
| 25        | Kazahstan                  | 0   | 1      | 0     | 1     |
| Total: 27 | Total: 27                  | 86  | 87     | 85    | 258   |